# قزل-اوراآن (شهرستان تاق‌تاگل)
قزل-اوراآن (به لاتین: Kyzyl-Uraan) یک منطقهٔ مسکونی در قرقیزستان است که در شهرستان تاق‌تاگل واقع شده‌است. قزل-اوراآن ۲٬۶۸۳ نفر جمعیت دارد و ۱٬۳۹۹ متر بالاتر از سطح دریا واقع شده‌است.